# Bujutsu
Bujutsu (武術, lit. Arte Marcial) é o conjunto das Artes marciais japonesas. Faziam parte do treinamento militar dos samurai (ou bushi) para uso na guerra. Utilizavam materiais agrícolas como meio de se defenderem de ataques, pois é uma arte marcial criada por camponeses.   
Algumas das disciplinas do Bujutsu são:
- Bōjutsu (Arte do Bastão - Bō)
- Kenjutsu (Arte da Espada)
- Battojutsu (Arte de Desembanhar a Espada)
- Sōjutsu (Arte da Lança)
- Kyujutsu (Arte do Arco)
- Naguinatajutsu (Arte da Alabarda)
- Jūjutsu (Arte da Luta Suave)
- Jojutsu (Arte do Bastão - Jō)
- Shurikenjutsu (Arte da Shuriken)
- Hojōjutsu (Arte de Amarrar com a Corda)

A prática delas era monopólio do estamento guerreiro. Por lei, apenas os Bushi podiam praticá-las. Foi assim até a Restauração Meiji. 